# Rogail Joseph
Pour les articles homonymes, voir Joseph.
Rogail Joseph, née le 22 avril 2000, est une athlète sud-africaine.

## Carrière
Elle est médaillée d'or du 100 mètres haies ainsi que du 400 mètres haies des Championnats d'Afrique juniors d'athlétisme 2019 à Abidjan.
En 2024, elle est médaillée d'or du 400 mètres haies des Jeux africains à Accra ainsi que des Championnats d'Afrique à Douala, et éliminée en demi-finales du 400 mètres haies féminin aux Jeux olympiques d'été de 2024 à Paris.